# Echium vulgare
A viperina (Echium vulgare) é uma erva anual ou bienal, da família das boragináceas, nativa da Europa. Possui folhas pubescentes e flores azuis em espigas escorpióides. Também é conhecida pelo nome de erva-viperina.